# Faroa minutiflora
Faroa minutiflora là một loài thực vật có hoa trong họ Long đởm. Loài này được P.Taylor mô tả khoa học đầu tiên năm 1973.